# 彷如相逢時
《彷如相逢時》（日语：出逢った頃のように）是日本樂隊Every Little Thing公開的第五首作品。。

## 關於
- 森永製菓「ICE-BOX」廣告主題曲。
- 於2007年3月6-7日在日本武道館的10周年紀念演唱中，公開了原版的出逢った頃のように。
- 是Every Little Thing第一首以日文作為歌名的歌曲。

## 收錄曲
1. 出逢った頃のように

- 作詞・作曲・編曲：五十嵐充
- 第二張専輯「Time to Destination」、精選集「Every Best Single +3」均有收錄這首歌。精選集「Every Best Single 2」則收錄了重新錄制的版本。

1. 出逢った頃のように (Summer Night Mix)
2. 出逢った頃のように (Instrumental)

## 翻唱
- 高橋李依，收錄於「からかい上手の高木さん Cover Song Collection」（2018年3月28日），在動畫擅長捉弄人的高木同學作為第12話的片尾曲，並且節奏稍有改變